# Banque BTA
La Banque BTA (kazakh : БТА ; БТА Банкі ; BTA Banki) (BTA Bank Joint-Stock Company en toutes lettres pour les anglophones) est une banque kazakhe dont le siège est à Almaty. En 2013 c'était l'une des plus grandes banques de l'espace post-URSS, et le troisième plus grand prêteur en termes d'actifs. En 2009, des enquêteurs révèlent l'une des plus grandes fraudes financières au monde (au moins 5 milliards de dollars américains).

## Histoire

### Les débuts
En 1925, le Présidium du Conseil central de l'économie nationale du Kazakhstan décide (le 15 octobre) d'ouvrir le département de la Banque industrielle Promyshlennyi (Prombank).
Lors de la période soviétique, la banque subira plusieurs réorganisations.
En 1991, elle est baptisée Turanbank (Banque républicaine kazakhe de la banque commerciale, industrielle et de construction de l'État), avant d'être, en 1992, baptisée Alem Bank Kazakhstan, la Banque des activités économiques extérieures de la république du Kazakhstan.

Logo de l'ancienne banque Turan Alem

En 1997, la banque TuranAlem est privatisée le 15 janvier, transformée en société par actions fermée, via un décret de la république du Kazakhstan « Sur la réorganisation de la banque par actions kazakhe Turanbank et de la banque par actions AlemBank Kazakhstan ».
EN 1998, la banque TuranAlem CJSC est renommée Banque TuranAlem OJSC Le 1er octobre, puis Banque TuranAlem JSC.
En 2008, la banque subi un changement de marque (avec changement du nom, du logo et d'identité visuelle). Depuis, le nom BTA Bank JSC n'est plus perçu comme un acronyme.

### Évènements entre 2009 et 2012

#### Fraude et détournement de fonds
En 2009, il est révélé que la banque a été escroquée de jusqu'à 6 milliards de dollars en espèces (c'est l'un des plus grands cas de fraude financière au monde),.
L'ancien président de la banque Moukhtar Abliazov est lui-même accusé d'avoir perpétré cette fraude. Il reconnait que sous sa direction, BTA a dissimulé des actifs, mais, selon lui, pour qu'ils ne soient pas saisis par le gouvernement.
Des détectives privés sont payés pour tenter de récupérer une partie des fonds.
Ils trouvent, en octobre 2010, des documents et des disques durs relatifs à la banque dans une installation de self-stockage au nord de Londres.

#### Faillite
En 2010, la Banque BTA demande une protection contre la faillite auprès des créanciers américains alors qu'elle restructurait une dette de 11,6 milliards de dollars.
Des dettes issues d'une mauvaise gestion et d'un détournement de fonds présumés par l'ancien président de la BTA Bank, Muktar Ablyazov.

#### Restructuration
En 2009, le Fonds Samruk-Kazyna achète (en février) 75,1 % des actions de la banque BTA, dans le cadre de mesures d'urgence du gouvernement de la république du Kazakhstan. La banque acquiert ainsi un capital supplémentaire de 251,3 milliards de KZT (Tenge kazakh, monnaie kazakhe).
En 2009–2010, La BTA achève de restructurer certaines de ses dettes, diminuant son endettement (qui possède 16,65 milliards de dollars à 4,2 milliards de dollars), la part du Fonds Samruk-Kazyna dans le capital augmentant jusqu'à 81,48 %, les créanciers nationaux et étrangers devenant actionnaires de la Banque pour 18,5 % du capital.
En 2011, la situation financière de la Banque se dégrade, avec une pénurie relative d'actifs liquides et des performances financières négatives.
En 2012 une deuxième restructuration abouti à l'annulation de certaines dettes financières de la Banque. En contrepartie, les créanciers ont reçu 1 618 $ en espèces et 750 millions de dollars.

La BTA conclu aussi une version révisée de Revocable Committed Trade Finance Facility (RCTFF) avec des passifs s'élevant à environ 348 millions de dollars à compter de la date de restructuration. Le Fonds Samruk-Kazyna accorde 1,592 milliard de dollars de prêt. Au cours de cette restructuration, la BTA est recapitalisée à hauteur d'environ 10 milliards de dollars. La part de Samruk-Kazyna dans les fonds propres de la Banque est montée à 97,3 %. La part des créanciers s'élevait à 2,5 %, la part des actionnaires minoritaires, qui détenaient des actions avant la restructuration de 2009-2010, s'élevait à 0,2 % des actions de la Banque au total.

### Après 2013
Après l'achèvement réussi d'un processus de restructuration plutôt difficile et à grande échelle, la BTA se concentre sur la restauration de ses anciennes positions sur le marché. Elle semble être redevenue une institution financière stable et durable. Au cours des six premiers mois de 2013, BTA Bank a reçu 15,579 milliards de KZT du résultat net (états IFRS consolidés intermédiaires résumés non audités).
En 2013, le conseil d'administration, au mois de juin, met fin aux pouvoirs de M. Yerik Balapanov qui présidait le directoire de la Banque depuis avril 2012 sur sa propre initiative. Le 5 août, Kadyrzhan Damitov est nommé président du conseil d'administration de la Banque
En 2014, la BTA Bank et la Kazkommertsbank annoncent en février fusionner pour former la plus grande banque d'Asie centrale. La Kazkommertsbank reprendra 46,5 % des actions BTA de la société holding d'État kazakhe Samruk-Kazyna, 46,5 % supplémentaires achèteront les parts de l'actuel président Kenes Rakischew, l'un des plus grands investisseurs privés du Kazakhstan. La Kazkommerzbank et la Rakischew acquerront ses parts pour chacune 72 milliards de Tenge (environ 465 millions de dollars US)[8].

## Activités
La BTA offre une large gamme de services bancaires aux particuliers, aux petites et moyennes entreprises et aux grandes entreprises.
Elle a 19 succursales et plus de 170 points de vente au Kazakhstan et des bureaux de représentation internationaux en Russie, en Grande-Bretagne et en Chine.
Les réseaux bancaires de BTA sont répartis au Kazakhstan, en Russie, en Biélorussie, en Ukraine, au Kirghizistan, en Arménie, en Géorgie et en Turquie.
En décembre 2021, BTA Bank vend 100 % de « Nord Star », opérateur du port maritime de Vitino dans l'oblast de Mourmansk, à Vladimir Golubev, copropriétaire de la holding « Adamant ».

## Actionnaires et direction
Le principal actionnaire de BTA est Rakishev Kenes Khamituly. Il détient 598 422 760 446 actions (93,28 % des actions placées, soit 97,79 % des actions ordinaires avec droit de vote). Auparavant, 58 % des actions de la Banque étaient détenues par un groupe d'hommes d'affaires kazakhs dirigé par Mukhtar Ablyazov, 11 % supplémentaires étaient détenus par la famille de feu Yerzhan Tatishev, des participations minoritaires étaient détenues par la Banque européenne pour la reconstruction et le développement, IFC[pas clair] et FMO[pas clair].
Yerjan Tatishev meurt, assassiné, en 2004.
Le président du conseil d'administration de la Banque est Yelena Bakhmutova.[Pas dans la source] Vice-président du conseil d'administration de Samruk-Kazyna JSC (depuis le 15 février 2013). Depuis le 5 août 2013, le président du directoire était Kadyrzhan Damitov.
Le 14 février 2014, Kenes Rakishev a été élu président du conseil d'administration.

## Structure
BTA a des filiales et des bureaux de représentation au Kazakhstan, en Ukraine, en Russie, en Chine, en Turquie, en Géorgie, en Biélorussie et en Arménie.

#### Banques partenaires stratégiques
- Banque par actions BTA Kazan OJSC (Tatarstan)
- BTA Bank PJSC (Ukraine)
- BTA Bank CJSC (Biélorussie)
- BTA Bank JSC (Géorgie)
- BTA Bank CJSC (Arménie)
- « Şekerbank TAŞ. » (Dinde)

#### Autres sociétés du groupe BTA
- Filiale de BTA Bank JSC BTA Ipoteka JSC (Kazakhstan)
- SPF Ular Umit JSC (Kazakhstan)
- Filiale de « BTA Bank » JSC BTA Securities JSC (Kazakhstan)
- SK Leasing JSC (Kazakhstan)
- Temirleasing JSC (Kazakhstan)
- Filiale d'assurance-vie de BTA Bank JSC BTA Zhizn JSC (Kazakhstan)
- Filiale de BTA Bank JSC BTA Insurance JSC (Kazakhstan)
- Filiale de BTA Bank JSC Insurance Company London-Almaty (Kazakhstan)
- Société nationale d'assurance par actions « Oranta » OJSC (Ukraine)
- Titan-Inkasatsia LLP (Kazakhstan)
- Filiale de BTA Bank JSC AlemCard LLP (Kazakhstan)